# عزیز اواتارا محمد
عزیز اواتارا محمد (انگلیسی: Aziz Ouattara Mohammed؛ زادهٔ ۴ ژانویهٔ ۲۰۰۱) بازیکن فوتبال است.